# 马氏菊头蝠
马氏菊头蝠（学名：Rhinolophus marshalli），一种分布于马来西亚、泰国、缅甸、老挝、越南及中国南方等地区的蝙蝠，隶属于菊头蝠科菊头蝠属。

## 形态特征
小褐菊头蝠前臂长41～48毫米。头部及背部毛色呈浅褐色，毛基灰白色，毛尖褐色。腹毛浅灰色。翼膜黑褐色。